# Stephan Lehmann (Moderator)

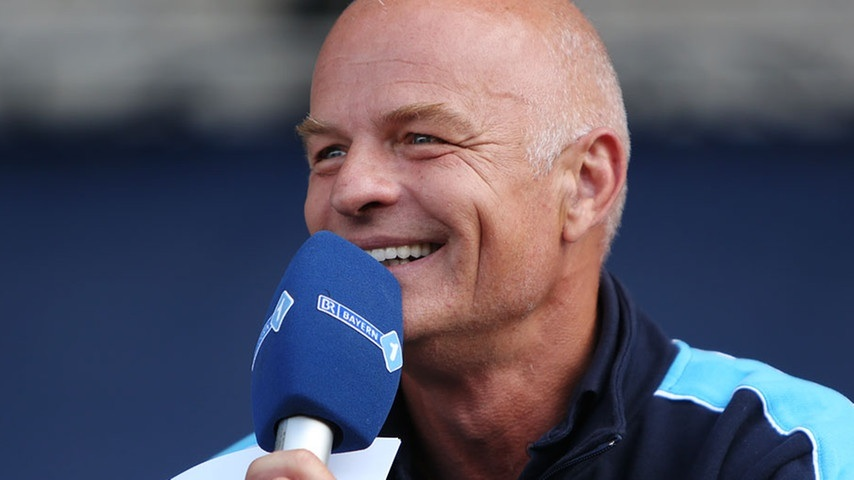
Stephan Lehmann (2013)

Stephan Lehmann (* 23. Juni  1962 in München) ist ein deutscher Hörfunkmoderator und Stadionsprecher.

## Leben und Karriere
Stephan Lehmann begann seine Karriere 1984 und war von 1988 bis 2008 ständiger Moderator bei Antenne Bayern, wo er unter anderem die Sendungen Lehmann am Sonntag und Guten Morgen Bayern regelmäßig mitgestaltete und moderierte. Er verließ den Sender Ende 2008 und ging zu Bayern 1. Ab dem 9. März 2009 moderierte er dort die Sendung Bayern 1 am Nachmittag. Im Juni 2020 verließ er Bayern 1. Aktuell moderiert er montags bis freitags von 11:00–15:00 Uhr bei der Oldie Antenne.
In den 1990ern moderierte Lehmann auch im Privatfernsehen beim DSF kurzzeitig Sendungen, wie die Spielshow PowerPlay, sowie bei Sat.1 die Kuppelshow Herz ist Trumpf. Er arbeitete danach jedoch fast ausschließlich beim Hörfunk.
Seit früher Jugend ist Lehmann Anhänger des FC Bayern München, dessen Mitglied er auch ist. Im August 1996 übernahm er den Job als Stadionsprecher als Nachfolger von Andreas Wenzel und hat ihn heute noch inne. Er wurde zum offiziellen Stadionsprecher für das FIFA-WM-Stadion München während der Weltmeisterschaft 2006 berufen. Ferner übte er während des FIFA-Konföderationen-Pokals im Jahr zuvor diese Tätigkeit im Nürnberger Frankenstadion aus.
Regionale Bekanntheit erlangte Lehmann auch durch seine Rolle des Alfons Feuchtgruber in der Comedy-Sendung Die Feuchtgrubers von Willy Astor, die in den 1990ern regelmäßiger Programmpunkt von Antenne Bayern war. 2007 moderierte er zusammen mit Marek Erhardt – dem Stadionsprecher des Hamburger SV – das NDR-Prominenten-Duell Wir gegen die Bayern.
2008 spielte Lehmann bei den Luisenburg-Festspielen in Der Watzmann ruft von Wolfgang Ambros als Die Gailtalerin mit.